# 도요히라촌 (후쿠오카현)
도요히라촌(豊平村)은 후쿠오카현 지쿠시군에 있던 촌이다. 후쿠오카시, 가타카스정으로 분할되었으며, 현재는 후쿠오카시 하카타구, 히가시구의 일부에 해당한다.

## 역사
- 1889년 4월 1일 - 정촌제 시행에 의해 나카군 도요히라촌이 성립하였다.
- 1896년 2월 26일 - 미카사군, 무시루다군과 합병해 지쿠시군이 되었다.
- 1911년 6월 1일 - 미야타촌과 합병해 난고촌이 성립하여 폐지되었다.
- 1915년 4월 1일 - 도요히라촌이 후쿠오카시의 일부, 가타카스정의 일부에 분할편입되었다.
- 1928년 4월 1일 - 가타카스정이 후쿠오카시에 편입되었다.